# Alto de San José de González
Alto de San José de González är en ort i Mexiko.   Den ligger i kommunen Abasolo och delstaten Guanajuato, i den centrala delen av landet, 280 km nordväst om huvudstaden Mexico City. Alto de San José de González ligger 1 697 meter över havet och antalet invånare är 345.
Terrängen runt Alto de San José de González är en högslätt. Runt Alto de San José de González är det tätbefolkat, med 369 invånare per kvadratkilometer. Närmaste större samhälle är Abasolo, 14,1 km söder om Alto de San José de González. Trakten runt Alto de San José de González består till största delen av jordbruksmark.